# Пинакль
Пина́кль (фр. pinacle, от лат. pinnaculum — крылышко, щипец, конёк) в готической архитектуре — небольшая декоративная башенка, увенчанная миниатюрным шатром — фиалом. Пинакли и фиалы украшали краббами вдоль рёбер и крестоцветами на вершине.
Пинакли устанавливали на вершине и на уступах аркбутанов с целью усиления вертикального давления на контрфорсы для укрепления всей конструкции наружных опор готического собора. С этой целью пинакли иногда утяжеляли, наполняя свинцом. Самое раннее использование пинаклей обнаруживается в архитектуре Рочестерского собора (начало строительства 1080 год).
Иногда вершины пинаклей увенчивали статуями, как например в Реймском или Миланском готических соборах.
Пинакли венчают балдахины, кивории, табернакли, алтари и другие сооружения малых архитектурных форм.